# 塞班島級航空母艦
塞班島級航空母艦包括两艘轻型航母塞班島號航空母艦（CVL-48 Saipan）和萊特號航空母艦（CVL-49 Wright），在二战期间建造。和“独立级航空母舰”一样，“塞班岛级航空母舰”也是由巡洋舰舰体改建而成，但“塞班岛级航空母舰”是由重巡洋舰改装而成。两舰均未来得及参加二战，服役至1970年，于1980年拆毁。

## 设计
本级舰是为了补充战争时损失的，较小型的独立级航空母舰。两艘同级舰在铺设龙骨之时便是作为航空母舰而建造的。借鉴了独立级轻型航空母舰服役中吸取的经验，进行了一些改进。
塞班岛级轻型航空母舰使用了13600吨的巴尔的摩级重巡洋舰船体和轮机的设计，而不是较小的克里夫蘭級輕巡洋艦。相较前型改善了航海性能，进一步细分了水密舱布置，加强了装甲，增大了弹药库容量，加大了飞行甲板的强度，增加了更多的航空队，并且稍稍提升了航速。和前型独立级航空母舰相比，塞班岛级为了布置更大的机库和飞行甲板，舰体比前者宽8英尺。

## 服役
该级舰作为舰队航母仅仅服役了很短时间，分别是塞班号（1948-1954），和莱特号（1947-1956）。作为航空母舰，她们在1950年代喷气式飞机出现之后迅速过时，因为喷气式飞机需要占用比以往飞机更多的空间。在此大环境下，大得多的艾塞克斯級航空母艦，搭载喷气式飞机的时候都逐渐被认为过于狭小，塞班级更是被认定不适合未来航母作战的需要。而该级两艘同级舰的船体被认为较有价值，因为船体内较大的空间可以很容易的被改装用作他途。在20世纪50年代末期，该级舰不再搭载飞机。塞班号被改造成为通信中继船，而莱特号被改装成为指挥舰。改装过后的两舰于20世纪70年代退役，于80年代被拆解。

## 同级舰
- 塞班島號航空母艦（CVL-48 Saipan）

——改装后为 阿靈頓號主要通信中繼艦（AGMR-2）
- 萊特號航空母艦（CVL-49 Wright）

——改装后为 萊特號指挥舰（CC-2）